# Cayuga Indijanci
Cayuga, /ime dolazi od Kwĕñio'gwĕb, the place where locusts were taken out; Hewitt)/ Jedno od pet plemena plemenskog saveza Iroquois ili Haudenosaunee, nastanjeno nekada na obalama jezera Cayuga u američkoj državi New York. Godine 1660. bilo ih je 1,500 a 1778. 1,100. Na početku Američke revolucije veliki dio plemena preseljen je u Kanadu odakle se nikada nije vratio, dok se ostatak u SAD-u raspršio među drugim plemenima saveza.
Ubrzo nakon revolucije oni prodaju svoja plemenska područja u New Yorku. Neki od njih odlaze u Ohio gdje postaju poznati kao  'Seneca of the Sandusky' , a svoj put završavaju na Indian Territory, odnosno u današnjoj Oklahomi. Dio ih se pridružio plemenu Oneida i Wisconsinu, dio je ostao u New Yorku s Irokezima, a većina ih se nalazi na rezervatu Grand River u Ontariju.

## Etnografija
Cayuge su 1670. imali 3 sela Goiogouen (plemensko središte), Thiohero (Tiohero) i Onnontare, a u kasnijem periodu pa do suvremenih dana spominju se: Gayagaanha, Ganogeh, Gewauga,  Neodakheat, Chonodote, Gandaseteigon, Kawauka, Kente, Oneniote i Onyadeakahyat
Struktura društva
Društvo Cayuga najsrodnije je onom od Seneca Indijanaca. Kao 'četvrta vatra' saveza  'Naroda duge kuće' , oni se označavaju nazivom 'nećaka', Onondagama na istoku i Senecama na zapadu, i s Oneidama, ostali ih smatraju  'mlađom braćom' . U vijeću naroda duge kuće, odnosno Haudenosaunee, Cayuge se označavaju imenom 'naroda velike lule (=the People of the Great Pipe), a zastupa ih deset poglavica iz 3 klase, i uvijek pripadnici istih klanova. Prvoj klasi pripada pet poglavica čije je ime ujedno i titula, kao kod svih ovih irokeških položaja, viz:
- Da-gā’-ă-yo ili Uplašeni čovjek (Man Frightened), iz klana Jelen (Deer).
- Da-je-no’dä-weh-o, pripadnik je klana Heron (Čaplja).
- Ga-dä’-gwä-sa, klan Bear (Medvjed).
- So-yo-wase, klan Bear (Medvjed).
- Ha-de-as’-yo- no, klan kornjača (Turtle).

Druga klasa sastoji se od 3 poglavice:
- Da-yo-o-yo’-go, nije ustanovljeno.
- Jote-ho-weh’-ko, Vrlo hladni ili Very Cold, pripadnik klana Kornjača (Turtle).
- De-ä-wate’-ho, klan Čaplja.

Treća klasa ima dvoje poglavica iz klana Snipe ili Šljuka:
- To-da-e-ho,
- Des-gä’-heh.

Klan je egzogaman, imenovan i matrilinearan. U Morganovo doba cayuge su imali 8 rodova podijeljenih u dva bratstva (fratrije), ali nejednako raspoređeni. U prvoj fratriji bilo je 5 klanova: Bear (Medvjed), Wolf (Vuk), Turtle (Kornjača), Snipe (Šljuka) i Eel (Jegulja).
Druga fratrija imala je sveka 3 klana, i to Deer (Jelen), Beaver (Dabar) i Hawk (Jastreb). -sedam od njihovih klanova isti su kao i kod Seneca, ali su iščezli Čaplje (klan Heron), a njegovo mjesto, ali u suprotno bratstvu zauzeo jer klan Jegulja. 
Privreda
Populacija Cayuga u domorodačko doba iznosila je oko 1,500 duša, s 300 ratnika i 100 'dugih kuća'. Živjeli su od ugoja kukuruza, što je bio ženski posao, dok su muškarci bili lovci, ribari i ratnici.

## Pleme Cayuga danas
danas pleme Cayuga živi najviše u Kanadi u provinciji Ontario, a 2007. godine tamo ih je registrirano preko 6,000, od čega 3,101 Upper Cayuga i 3,162 Lower Cayuga. prema podacima iz 1999. manje od 100 kanadskih Cayuga znalo je govoriti cayuga-jezikom, a služe se njime i prilikom svojih tradicionalnih rituala religije Handsome Lake (Lijepo jezero).

## Vanjske poveznice
- The Cayuga Nation of the Six Nations of the Grand River Territory  Arhivirana inačica izvorne stranice od 9. kolovoza 2016. (Wayback Machine)
- Seneca-Cayuga Tribe of Oklahoma  Arhivirana inačica izvorne stranice od 24. rujna 2013. (Wayback Machine)